# Gare de Montluel
Gare de Montluel – stacja kolejowa w Montluel, w departamencie Ain, w regionie Owernia-Rodan-Alpy, we Francji.
Jest stacją Société nationale des chemins de fer français (SNCF), obsługiwanym przez pociągi TER Rhône-Alpes.